# Оборона Крыма (начало 1920)
Оборо́на Кры́ма в начале 1920 года — защита полуострова силами 4 тыс. бойцов Крымского корпуса генерала Я. А. Слащёва от многочисленных попыток захватить Крым со стороны двух советских армий общей численностью в 40 тыс. бойцов в январе — марте 1920 года.

## Военно-политическая обстановка накануне кампании
Обширное отступление ВСЮР осенью 1919 года, ставшее следствием неудачи под Москвой, повлияло на обстановку на всем Южном фронте. Основные силы генерал А. И. Деникин, стараясь воспрепятствовать планам наступавших большевиков отсечь Добровольческую армию от казачьих областей Кубани и Дона, отводил в направлении на Северный Кавказ — через Дон и Кубань к Новороссийску. Я. А. Слащёв в конце 1919 года получил от Главнокомандующего приказ отступить за Днепр и организовать защиту Крыма и Северной Таврии, пока части генералов Н. Э. Бредова и Н. Н. Шиллинга откатывались на юго-запад, к Одессе. На то, что Слащёв сможет удержать Крым, в штабе Деникина особо не рассчитывали. Как писал позднее в своих воспоминаниях сам Я. А. Слащёв: 
26 декабря я получил приказ Деникина… отходить в Крым… Командование, видимо, смотрело на Крым, как на приговоренную к сдаче территорию, рассчитывая задерживать натиск красных на Дону или где-нибудь в его районе и около Буга с тем, чтобы оттуда вновь перейти в наступление, действуя по внешним операционным линиям и одним своим движением заставляя красных бросить осаду Крыма или очистить его, если они его займут. Руководствуясь, очевидно, этим, Деникин и назначил на Крым столь ничтожные силы, потому что даже назначенный сперва туда же 2-й армейский корпус Промтова получил приказ отходить на Одессу. Между тем если бы отводить главные силы Новороссии не на Одессу, а на Крым, то, опираясь на него, эти более крупные силы могли бы действовать активно против армии красных, шедших на Кавказ.
Красное же командование, рассчитывая, что основные силы ВСЮР будут отступать в Крым, именно в этом направлении и нацелило свои главные удары.
Слащёв — незадолго до этого заставивший капитулировать и влиться в ряды белых петлюровскую Галицийскую армию и взявший Екатеринослав, нанесший батьке Махно настолько серьёзное поражение, что тот так и не смог от него оправиться — как военный специалист столкнулся с Крымом уже не в первый раз: он уже имел большой опыт боевых действий на полуострове. Ещё летом 1919 года он был одним из тех командиров, чьи части отстояли Крым от красных войск П. Е. Дыбенко — в то время, когда полуостров ещё был полностью в руках большевиков. Небольшой белый отряд Слащёва намертво вцепился в небольшой плацдарм западнее Керчи на Ак-Монайских позициях, отбил все атаки красноармейцев и затем его командир неожиданно организовал десант под Коктебелем, получил подкрепление, ударил на Феодосию, выбил красных из Крыма и преследовал их до самого Днепра. Затем, уже на пути к Перекопу, с весьма незначительными силами, отбросил 8-ю кавалерийскую дивизию «Червонного казачества» видного краскома В. М. Примакова.

## Ход сражения
Получив приказ Деникина, к 5 января 1920 года Слащёв отвёл свои части к Мелитополю. Оценив текущую ситуацию, он не стал задерживаться в степях Таврии, а сразу отошел в Крым. Приближавшиеся с севера 13-я и 14-я красные армии не смогли отсечь белых от перешейков. Слащёв, заняв Крым, отдал приказ: «Вступил в командование войсками, защищающими Крым. Объявляю всем, что пока я командую войсками — из Крыма не уйду и ставлю защиту Крыма вопросом не только долга, но и чести».
На пути двух армий большевиков, насчитывавших более 40 тысяч штыков и сабель, на Перекопе стояли всего лишь 4 тысячи белых защитников Крыма. Поэтому командующему приходилось рассчитывать лишь на применение нестандартной тактики, чтобы попытаться компенсировать десятикратное превосходство противника. И Слащёв нашел такой тактический приём, отказавшись вообще от позиционной обороны. Его план обороны Чонгарского полуострова и Перекопского перешейка многие считали абсурдным, так как оставив на перекопских фортификационных укреплениях лишь небольшие заслоны, основные свои силы командующий разместил южнее, в крестьянских отапливаемых домах, где его немногочисленные бойцы были укрыты от холодов и ветра. В Крыму стояла необыкновенно лютая для тех мест зима, жилья на крымских перешейках не было. Красным предстояло в условиях 20-градусных морозов на своем пути вглубь полуострова преодолеть голое пространство плоского Перекопского перешейка, после чего их войска, не имеющие возможности развернуться, изрядно замерзшие и измученные ночевками в открытой степи, встречали свежие отдохнувшие в тепле силы Слащёва, которые окружали их с флангов и уничтожали, либо выбивали обратно в степи. Конечно, такая тактика вызывала возмущение у крымской «общественности» и тыловиков, сидевших, как на иголках. Их нервировало, что красные то и дело оказываются в Крыму.
На рассвете 23 января 1920 года 46-я стрелковая дивизия красных силами примерно 8 тысяч человек пошла в наступление. К ночи советские войска заняли Армянск и двинулись к Юшуню, после чего донесли о победе и заночевали на 16-градусном морозе в открытом поле. Деникин с Кубани направил в Крым обеспокоенную телеграмму: «По сведениям от англичан, Перекоп взят красными, что вы думаете делать дальше?». Слащёв ответил: «Взят не только Перекоп, но и Армянск. Завтра противник будет наказан». На рассвете 24 января красные стали выходить с Перекопского перешейка и попали под фланговый огонь белых. Части Слащёва перешли в контратаку. К обеду Деникину из Белого Крыма ушла ещё одна телеграмма: «Наступление красных ликвидировано. Отход противника превратился в беспорядочное бегство. Захваченные орудия поступили на вооружение артиллерии корпуса».
28 января в повторном штурме вместе с 46-й дивизией красных участвовала 8-я кавалерийская дивизия. Но и она была выбита контратакой слащёвцев и рассеяна.
В это время в тылу ВСЮР, в Симферополе, произошел мятеж капитана Орлова, что отвлекало внимание Слащёва от фронта.
5 февраля, нарастив силы, большевики вновь предприняли очередную попытку наступления. Пройдя по льду замерзшего Сиваша, снова «овладели» Перекопом. Но не прошло и суток, как Слащев единственной контратакой выбил их с позиций.
24 февраля история вновь повторилась. Теперь красные также прорвались и через Чонгарский перешеек, один из комбригов даже успел получить орден Красного Знамени за взятие Тюп-Джанкоя, после чего большевиков опять разбили во встречной атаке и погнали назад.
К 8 марта красные организовали ударную группировку из частей своих 13-й и 14-й армий и вновь ринулись штурмовать Крым. Как и все предыдущие разы, им удалось «взять» Перекоп, дойти до Юшуни, но затем группировка была разгромлена и изгнана с полуострова. На этот раз отступая, большевики бросили и свои исходные позиции, а понесенные потери заставили красное командование свести 46-ю стрелковую и Эстонскую стрелковую дивизию в одну.
После получения в конце марта от генерала П. Н. Врангеля подкреплений, Слащёв предпринял даже попытку самому перейти в наступление, которое было остановлено красными контратакой под прикрытием артиллерии. Слащёв во главе батальона юнкеров в «психической атаке» под звуки военного оркестра лично двинулся в атаку по Чонгарскому мосту, что воодушевило белую пехоту, двинувшуюся вслед за колонной своего генерала. 2 (15) апреля красные латышские стрелки, 3-я стрелковая и 8 кавалерийская дивизии были опрокинуты в штыковой атаке и спешно отступили.

## Итоги
Умелые действия командующего, стойкость офицеров и солдат позволили малочисленному, в 10 раз уступающему красным в численности корпусу Слащёва успешно защищать Крым в январе — марте 1920 года от многочисленных попыток красных прорваться на полуостров, сохранив для Вооруженных Сил Юга России их последнее прибежище — Крым. Позже, уже в эмиграции, Слащёв напишет: «Это я затянул Гражданскую войну на долгих четырнадцать месяцев…». Деникину не удалось удержаться на Кавказе. Зато в удержанном в ходе зимней кампании 1919/1920 гг. Крыму белые получили надежный плацдарм, куда можно было морем эвакуировать войска из Новороссийска. Слащёв берёг этот плацдарм как зеницу ока.
Неудачам красных атак Перекопа во многом способствовали личные боевые качества генерала Слащёва, за что он был отмечен генералом Врангелем присвоением ему титула «Крымский», став Слащевым-Крымским. В боях за Перекоп в начале 1920 умением и храбростью отличились многие малочисленные части корпуса генерала Слащёва. В этой связи примером может служить Гвардейский отряд полковника Н. А. Петровского, который стойко удерживал отведённый ему участок перекопских позиций, хотя и нес весьма значительные потери. Такой же пример умения и отваги показал рука об руку со слащёвцами оборонявшийся Конный отряд генерал-майора В. И. Морозова, который, собрав небольшие части отступивших в Крым войск Новороссии, длительное время (начало 1920) отбрасывал войска Красной армии, пытавшиеся ворваться в Крым, прорвав позиции на Перекопском перешейке.

## Награда для защитников Крыма
Ещё в апреле 1920 года командир корпуса генерал Слащёв просил наградить корпус «небольшим восьмиконечным православным крестом на ленточке русских национальных цветов». Этот вариант остался проектом, а первые упоминания о заменившем его знаке относятся лишь к июню, когда Главнокомандующий объявил о награждении некоторых полков знаком отличия на головные уборы с надписью «За защиту» или «За оборону Крыма». Однако острый конфликт между Слащёвым и Главнокомандующим ВСЮР бароном П. Н. Врангелем определил печальную судьбу награды защитникам Крыма. Все известные нам изображения знака «1919. За защиту Крыма. 1920» восходят к фотографии из неопубликованной работы П. П. Кваскова (1978) и не соответствуют по стилю, размещению образцу знаков отличия на головные уборы, принятому в последние десятилетия существования Российской Империи.